# Burgdorf, Wolfenbüttel
Burgdorf là một đô thị ở huyện Wolfenbüttel, trong bang Niedersachsen, nước Đức. Đô thị Burgdorf, Wolfenbüttel có diện tích 24,06 km².